# Heliogram
Heliogram – fotografia wykonana bez użycia aparatu fotograficznego. Otrzymuje się go przez umieszczenie płaskiego przedmiotu na papierze fotograficznym lub błonie fotograficznej, a następnie naświetleniu. Do tego celu zwykle wykorzystuje się powiększalnik.